# Les Pavillons-sous-Bois
Les Pavillons-sous-Bois je francouzské město v severovýchodní části metropolitní oblasti Paříže, v departementu Seine-Saint-Denis, Île-de-France.

## Geografie
Sousední obce: Aulnay-sous-Bois, Livry-Gargan, Le Raincy, Villemomble a Bondy.
Čtvrti: La Basoche, Chanzy, Les Coquetiers a La Fourche.

## Vývoj počtu obyvatel
Počet obyvatel

## Slavní obyvatelé města
- Eugène Narbonne (1885 – 1966), malíř
- Daniel Mermet (* 1942), spisovatel a novinář

## Partnerská města
- Brackley, Spojené království
- Bragança, Portugalsko
- Ecija, Španělsko
- Eichenau, Bavorsko, Německo